# Roudno
Roudno är en ort i Tjeckien. Den ligger i den östra delen av landet, 220 km öster om huvudstaden Prag. Roudno ligger 598 meter över havet och antalet invånare är 204.
Terrängen runt Roudno är platt söderut, men norrut är den kuperad. Runt Roudno är det glesbefolkat, med 17 invånare per kvadratkilometer. Närmaste större samhälle är Bruntál, 10,8 km norr om Roudno. Omgivningarna runt Roudno är en mosaik av jordbruksmark och naturlig växtlighet.